# ブレーキンゲ県

ブレーキンゲ県
Blekinge län

ブレーキンゲ県 (ブレーキンゲけん、Blekinge län) は、スウェーデン南東部の県で、略号はK。県庁所在地はカールスクローナ (Karlskrona) 市。県の面積は3,039平方キロメートルと全国最小で、2017年現在の人口は15万9367人。南部、東部ともにバルト海に面しており、県の約三分の二は森林に覆われている。カールスクローナ市はスウェーデン海軍の軍港基地としても知られ、冷戦時代は度重なるソ連（当時）の潜水艦によるスパイ事件で県周辺の緊張が高まったことがある。特に1981年10月に軍港付近で起きたウィスキー・オン・ザ・ロック事件はスウェーデン・ソ連間の重大な外交問題となった。
経済的にはここ十数年間大きな問題を抱え、失業率、特に女性の失業率が高い。経済的問題の原因としてあげられるのは県内の経済構造が他県に比べて貧弱であることと、鉄道・道路等の交通関係のインフラストラクチャー及び高等教育機関の整備が進んでいないことにある。農林業従事者は県人口の2.6パーセントを占め、県面積の8パーセントを占める耕地では、主に牧草や家畜飼料用の作物の栽培が行われている。食用では、ジャガイモの栽培でスコーネ県に続いて二番目の収量を誇る。また、放牧を行っている農園数が県内の農園数の50パーセントと、国内平均の38パーセントよりも高い水準を維持している。全国の漁業従事者のほぼ15パーセントがブレーキンゲ県で漁を行っている。
スウェーデン鉄道 (SJ) が運行していた県内の路線は現在電化工事中（それまではディーゼル機関）で、2007年夏に完成予定である。それまではブレーキンゲ県交通局（ブレーキンゲトラフィーケン：Blekingetrafiken）がバスによる代行輸送を行っている。カールスクローナからは第二の都市ヨーテボリまでスウェーデン鉄道の運営する直通列車が走っている。
ブレーキンゲ県にはストックホルム県、ヴェストラ・イェータランド県と並ぶ、風光明媚な群島があり、夏の休暇中は他の2県同様、観光客でにぎわいを見せる。
ロンネビー市とカールスクローナ市にブレーキンゲ工科大学 (Blekinge Tekniska Högskola) がキャンパスを設置している。

## 市
ブレーキンゲ県には5の市がある。
- カールスハムン (Karlshamn)
- カールスクローナ (Karlskrona)
- オーロフストレーム (Olofström)
- ロンネビー (Ronneby)
- セルヴェスボリ (Sölvesborg)

|                            |
| ブレーキンゲ県下の市の位置 |